# McCarthy (Alaska)
McCarthy és una concentració de població designada pel cens a l'Àrea censal de Valdez-Cordova a l'estat d'Alaska dels Estats Units d'Amèrica.

## Demografia
Segons el cens dels Estats Units del 2000 McCarthy tenia 42 habitants, 26 habitatges, i 6 famílies La densitat de població era de 0,1 habitants/km².
Dels 26 habitatges en un 15,4% hi vivien nens de menys de 18 anys, en un 15,4% hi vivien parelles casades, en un 3,8% dones solteres, i en un 73,1% no eren unitats familiars. En el 53,8% dels habitatges hi vivien persones soles el 53,8% de les quals corresponia a persones de 65 anys o més que vivien soles. El nombre mitjà de persones vivint en cada habitatge era d'1,62 i el nombre mitjà de persones que vivien en cada família era de 2,14.
Per edats la població es repartia de la següent manera: un 9,5% tenia menys de 18 anys, un 9,5% entre 18 i 24, un 28,6% entre 25 i 44, un 47,6% de 45 a 60 i un 4,8% 65 anys o més.
L'edat mediana era de 46 anys. Per cada 100 dones hi havia 147,1 homes. Per cada 100 dones de 18 o més anys hi havia 153,3 homes.
Cap de les famílies i el 15,2% de la població estaven per davall del llindar de pobresa.

## Poblacions properes
El següent diagrama mostra les poblacions més properes.